# Werner von Blomberg
Werner Eduard Fritz von Blomberg (Stargard, Pomerânia, 2 de setembro de 1878 – Nurembergue, Baviera, 13 de março de 1946) foi um marechal-de-campo alemão e Ministro da Guerra da Alemanha nazista de 1933 a 1938.

## Carreira
Blomberg entrou para a carreira militar alistando-se na academia de guerra alemã em 1904, formando-se oficial em 1907. Serviu com distinção na I Guerra Mundial e por seus méritos em combate foi condecorado com a cobiçada medalha Pour le Mérite. Na década de 20 chegou a major-general e recebeu um comando militar na Prússia Oriental.
Tornar-se-ia uma figura mundialmente conhecida quando foi empossado como Ministro da Defesa do governo de Adolf Hitler em 1933 e tornou-se a partir daí um dos seguidores mais devotos do Führer, sendo apelidado de ‘Leão de Borracha’ por alguns de seus críticos no exército, menos entusiasmados com Hitler. Como ministro, Blomberg trabalhou fervorosamente para expandir o poder e o tamanho do exército alemão, sendo promovido a coronel-general por seus serviços. No ano seguinte, junto com o general Walter von Reichenau, foi um dos oficiais que mais encorajou Hitler a quebrar o poder paralelo das SA, seus líderes seguidores, vista como uma ameaça ao exército, coordenando e participando do episódio que se tornou conhecido como A Noite das Longas Facas. No mesmo ano, quando da morte do Presidente Hindenburg, ele pessoalmente ordenou aos soldados alemães que em vez de prestarem o juramento de lealdade das forças armadas ao povo e a pátria, ele fosse prestado ao novo Führer, Adolf Hitler.
Com a transformação do Ministério da Defesa em Ministério da Guerra em 1935, Blomberg tornou-se ministro da guerra e comandante-em-chefe das forças armadas e por sua lealdade promovido a Marechal-de-campo no ano seguinte. Entretanto, seu poder e influência nas forças armadas criavam grande ressentimento e apreensão entre dois outros grandes líderes nazistas, Hermann Goering e Heinrich Himmler, que conspiraram para derrubá-lo do poder.
Após a reunião que ficou conhecida como Memorando Hossbach - o alegado planejamento da guerra de agressão - em novembro de 1937 que deixou Hitler profundamente insatisfeito com ele, o marechal e o líder nazista separaram-se em janeiro de 1938 quando Blomberg, então com 60 anos, casou-se com a dactilógrafa Erna Gruhn, de 26 anos. Através de uma investigação da vida anterior de Erna, ordenada por Goering (por ironia, padrinho de casamento de Blomberg) e Himmler, a polícia descobriu que ela havia sido uma prostituta com ficha criminal quando mais jovem e Hitler, informado, ordenou que ele anulasse seu casamento. Blomberg recusou-se e acabou renunciando a todos os seus postos quando Goering ameaçou tornar público o passado de sua esposa.
Alguns dias depois o seu substituto, Werner von Fritsch, foi acusado por Himmler e Goering de ser homossexual e estes escândalos, que se tornariam conhecidos como Caso Blomberg-Fritsch, deram a Hitler a oportunidade de fazer uma reorganização profunda na direção das forças armadas alemãs.
Blomberg e sua jovem esposa foram exilados por um ano na ilha de Capri, na Itália, tendo Blomberg passado a guerra em relativa obscuridade. Em 1945, foi preso pelos Aliados e serviu de testemunha no Julgamento de Nuremberg. Faleceu nesta cidade em 1946, enquanto estava detido à disposição do tribunal.